# سفون إفريقي
سفون أفريقي (الاسم العلمي:Andropogon africanus) هو نوع من النباتات يتبع جنس السفون من الفصيلة النجيلية.